# Zere Bektaskyzy
Zere Bektaskyzy (kaz. Зере Бектасқызы; ur. 26 sierpnia 1994) – kazachska judoczka.
Uczestniczka mistrzostw świata w 2017 i 2021. Startowała w Pucharze Świata w latach 2016–2019. Zajęła piąte miejsce na igrzyskach azjatyckich w 2018. Brązowa medalistka mistrzostw Azji w 2017 i piąta w 2021 roku.